# 黒川良安
黒川 良安（くろかわ まさやす、1817年3月21日（文化14年2月4日） - 1890年（明治23年）9月28日）は、江戸時代末期の蘭学医、蘭学者である。越中国新川郡（現：富山県上市町）出身。
シーボルトや緒方洪庵に医学を学ぶ。金沢藩医学館（現金沢大学医学部の源流諸校の1つ）の基となる金沢種痘所を創るなど、北陸近代医学の祖であり、金大医学部キャンパスには彼を記念するレリーフが設置されている。
佐久間象山に蘭学を教授したことでも知られる。墓所は青山霊園。

## 略年譜
- 1817年 - 医者である黒川玄龍（くろかわ　げんりゅう）の子として生まれる
- 1828年 - 長崎出島の大通詞吉雄権之助をたより、留学する
- 1836年 - 適塾に緒方洪庵を訪ね、洪庵の指示により、江戸の蘭学者である坪井信道の門に入り塾頭となる
- 1844年 - 佐久間象山に蘭学を教授し始める
- 1862年 - 金沢種痘所を創設
- 1867年 - 金沢藩療養所を創設
- 1868年 - 長崎へ医学校設立のための調査に行く
- 1870年 - 金沢藩医学館の改組に尽力する
- 1871年 - 金沢藩医学館を引退
- 1890年 - 死去
- 1909年 - 正五位を追贈された[1]。